# Líbia világörökségi helyszínei
Líbia területéről eddig öt helyszín került fel a világörökségi listára, három helyszín a javaslati listán várakozik felvételre.  
Az országban uralkodó polgárháborús állapotok miatt, mind az öt helyszín felkerült a veszélyeztetett világörökségi helyszínek listájára. 
| | Leptis Magna régészeti helyszíne |
| 1982 |                                  |
| A veszélyeztetett világörökségi helyszínek listájára került: 2016 |                                  |
| Kulturális (I)(II)(III) |                                  |
| Védett terület: 387,5 ha, hivatkozás: 183 |                                  |
| Leptis Magna Szabráta és Oia mellett ahhoz a három városhoz tartozott, amelyeket a föníciaiak alapítottak a térségben. A település a sivatagi törzsek ismétlődő támadásai ellenére fontos kereskedelmi központ volt, lakosainak száma a harmadik pun háború idején 15000 fő körül lehetett. Az i. e. 1. században a Római Birodalom része lett. Fénykorát a i. sz. 2. században, az innen származó Septimius Severus idejében élte. Uralkodása alatt bővítették a kikötőt, új császári fórumot építettek, és a város hőforrásait oszlopos sugárúttal kötötték össze. Leptis Magna a birodalom egyik legszebb városa volt, egyben a Severus-kor várostervezésének egyik kiemelkedő példája. Hanyatlása a 4. században kezdődött, amikor folyamatosan fosztogatták, majd az arab inváziók miatt teljesen elvesztette jelentőségét és elnéptelenedett. A tervszerű ásatásokat az 1920-as években kezdték meg. A romváros legfontosabb mai is látható részei a fórum, a Severus diadalív, a „régi fórum” Roma, és Augustus templomával, a piac, egy Augustus korabeli színház, a kereskedők negyede és a Hadrianus korabeli fürdők. |                                  |

| | Szabrátha régészeti helyszíne |
| 1982 |                               |
| A veszélyeztetett világörökségi helyszínek listájára került: 2016 |                               |
| Kulturális (III) |                               |
| Védett terület: 90,5 ha, hivatkozás: 184 |                               |
| Szabrátha kereskedővárosa a Szaharán áthaladó útvonalak egyik kezdő és végpontja volt, Leptis Magna és Oia mellett egyike a föníciaiak által alapított három városnak. Karthágó elpusztítása után Masszinissza numidiai király fennhatósága alá került, majd a Római Birodalom része lett és gyors fejlődésnek indult. Mai is látható épületeinek jelentős részét a 2. és a 3. században emelték. A korai keresztény időkben püspöki székhely lett. Hanyatlása a 4. században kezdődött, amikor földrengések és vandál támadások miatt súlyos károkat szenvedett. A 6. században bizánci a 7. századtól a 16. századig arab ezután oszmán fennhatóság alá került. Legismertebb épületei a színház, az oszlopsoros fórum, a Capitolium, Szerápisz-,a Herkules-, az Ízisz- a Jupiter-, és az Antonius-templom, az 1. században épült bazilika, a tengerparton álló, Justinianus korában emelt mozaikpadlós bizánci templom, valamint fürdők és közkutak. Az 5000 férőhelyes színházat Commodus császár uralkodása alatt építették, legjobb állapotban megmaradt része a színpad mögött látható több emelet magas díszes fal, amelyet egymást részben fedő márványoszlopokkal osztottak három részre. |                               |

| | Küréné régészeti helyszíne |
| 1982 |                            |
| A veszélyeztetett világörökségi helyszínek listájára került: 2016 |                            |
| Kulturális (II)(III)(VI) |                            |
| Védett terület: 131,7 ha, hivatkozás: 190 |                            |
| A várost az Égei-tengerben fekvő Théra (mai nevén Szantorini) sziget lakosai népesítették be. Théra gyarmataként Küréné a hellenisztikus világ egyik legfontosabb városává fejlődött. Nagy Sándor halála után az akkor Kürénaika nevet viselő település a Ptolemaiosz-dinasztia kezére került, majd i. e. 74-ben a Római Birodalomhoz csatolták. Egyik virágkorát Augustus császár alatt élte, azonban Traianus uralkodása alatt 117-ben hadserege levert egy lázadást. A város befolyását egészen 365-ig meg tudta őrizni, utána viszont gyors hanyatlásnak indult és hamarosan elnéptelenedett. A területen három épületegyüttes található az i. e. 4. századi Apollón-szentély, az Akropolisz és az Agóra, valamint az ókor egyik legkiterjedtebb és legváltozatosabb nekropolisza. A többi fennmaradt épület az i. e. 5. században emelt Zeusz-templom, az i. e. 6. századi Artemisz-templom, a görög színház, amit Hadrianus idejében amfiteátrummá alakítottak, az Agóra mellett álló Démétér-szentély, az Odeon, és a fórum. Ezenkívül a déli kapu közelében látható a római színház és a mozaikokkal díszített kora keresztény bazilika. |                            |

| | Az Akkakusz-hegység sziklarajzai |
| 1985 |                                  |
| A veszélyeztetett világörökségi helyszínek listájára került: 2016 |                                  |
| Kulturális (III) |                                  |
| Védett terület: 3923,9 ha, hivatkozás: 287 |                                  |
| A Líbia délnyugati részén fekvő sziklás Akkakusz-hegységben több ezer sziklarajzot azonosítottak, amelyek közül a legrégebbi i. e. 12000 körül a legújabb i. e. 100 körül készülhetett. A rajzok a terület növény- és állatvilágában bekövetkezett változásokról és az itt élő népek szokásairól tanúskodnak. A korábbi rajzokból kiderül, hogy akkor a terület sokkal csapadékosabb volt a mainál, erre bizonyíték, hogy többek között nagy testű állatokat, elefántokat és orrszarvúakat jelenítenek meg. Az i. e. 8000 körül készült ábrázolások különféle vallási tevékenységre utalnak. Az i. e. 4000 körülre datálható rajzokon háziasított szarvasmarhák és birkák tűnnek fel pásztoraikkal. A későbbi képeken egyiptomi hatás ismerhető fel, és i. e. 1500 körül készülhettek azok a rajzok, amelyeken már megjelenik a háziasított ló is. Ekkor a térségben már sokkal szárazabb volt a klíma. A legújabb képeken (i. e. 100 k.) tevék láthatóak, ez arra utal, hogy ekkor már sivatagi körülmények uralkodtak. A sziklarajzokon kívül a környék különleges természeti formái a homokkőből kiemelkedő sziklatornyok, a homokdűnék és a régebbi folyók által kialakított hasadékok. |                                  |

| | Gadámesz óvárosa |
| 1986 |                  |
| A veszélyeztetett világörökségi helyszínek listájára került: 2016 |                  |
| Kulturális (V) |                  |
| Védett terület: 38,4 ha, hivatkozás: 362 |                  |
| A Líbia, Tunézia és Algéria hármas határánál fekvő Ghadamest, az ókori Chydamust a rómaiak építették helyőrségi városnak. A bizánci korban püspöki székhely volt, az arabok a 8. században foglalták el. A település fontos kereskedelmi csomópont volt, kiterjedt kapcsolatokkal Timbuktuval valamint a marokkói partvidékkel. Az itt megpihenő karavánok többek között gyapotot, cukrot, rabszolgákat, aranyat, bőrt és elefántcsontot szállítottak. Jelenleg egy pálmaliget mellett fekvő kis oázisváros, egyike a Szahara legrégebbi településeiknek. A város szorosan egymás mellett elhelyezkedő vályogtégla házak csoportjából áll. A lakóházak belső elrendezésére a vízszintes elosztás jellemző, a földszintet raktárként használták, a fedett sikátorok fölött kialakított következő szinten élt a család, az épületek tetején pedig nyitott teraszokat építettek a nők számára. Az egymás mellett álló házakon összefüggő teraszrendszerek alakultak ki. A település szélén álló házak külső, megerősített falai egyben városfalként is funkcionáltak. |                  |

## Elhelyezkedésük
| Világörökségi helyszínek                               |
| ------------------------------------------------------ |
| Leptis Magna Szabrátha Küréné Tadrárt Akákusz Gadámesz |

## Javasolt helyszínek
| Megnevezés                     | Kép | Típus      | Kritérium   | Év   | Link |
| ------------------------------ | --- | ---------- | ----------- | ---- | ---- |
| Ghirza régészeti helyszíne     |     | Kulturális | II, III     | 2020 | 6486 |
| Ptolemaisz régészeti helyszíne |     | Kulturális | II, III, IV | 2020 | 6487 |
| Hauah Fteah-barlang            |     | Kulturális | III, IV, V  | 2020 | 6488 |